# 외천초등학교
외천초등학교는 대한민국 충청북도 청주시 서원구 남이면 부용외천2길 13-2 (부용외천리)에 있었던 공립 초등학교이다.

## 연혁
- 1940년 5월 28일 부용공립심상소학교 외천간이학교 개교(설립인가 4월 15일)
- 1944년 3월 31일 외천국민학교 승격
- 1996년 3월 1일 외천초등학교로 개칭[1]
- 2012년 2월 18일 제63회 졸업식(졸업생 총수 2,223명)
- 2012년 2월 29일 남이초등학교로 통폐합

## 폐교 이후
폐교 이후, 외천초등학교 부지에는 현재 충청북도학생체육센터(탁구장, 리틀야구장, 정구장)가 들어서 있다.